# Collabo-song
Collabo-song est un roman policier français écrit par Jean Mazarin publié en 1981. 

## Résumé
Pendant la Seconde Guerre mondiale et sous l'occupation allemande, Laure, jeune bordelaise mariée à un professeur de médecine vit cette période sans prendre conscience de la situation difficile. Elle fréquente de nombreux hommes sans que cela donne un vrai sens à sa vie. Petit à petit, de victime, elle va devenir bourreau avant de disparaître en 1943.

## Critique
Claude Mesplède dans le Dictionnaire des littératures policières estime que « le portrait de cette femme est aussi celui d'une époque troublée. Avec un minimum d'effets, le romancier a réussi une remarquable reconstitution historique à la chute inattendue ».

## Éditions
- Fleuve noir, coll. « Spécial police » no 1701 (1981)  (ISBN 2-265-01848-1)
- Zulma, coll. « Quatre-bis » no 11 (1988)  (ISBN 2-84304-048-5)
- French Pulp éditions (2014), réédition au format numérique  (ISBN 979-10-251-0038-7)
- Rivière blanche, coll. « Hors-séries » no 64, réédition revue et condensée sous le titre « Laure » dans Tueurs légitimes (2019)  (ISBN 978-1-61227-893-3)

## Prix
- Grand prix de littérature policière 1983

## Source
- Claude Mesplède (dir.), Dictionnaire des littératures policières, vol. 1 : A - I, Nantes, Joseph K, coll. « Temps noir », 2007, 1054 p. (ISBN 978-2-910-68644-4, OCLC 315873251) (notice Collabo-song).